# Kepler-22
Kepler-22 — звезда спектрального класса G, примерно в 619 световых годах от Земли. Система этой звезды содержит планету, которая является первой экзопланетой в зоне обитаемости, открытой с помощью транзитного метода.

## Характеристики
Kepler-22 немного меньше и холоднее, чем Солнце. Она находится между созвездиями Лебедя и Лиры и имеет прямое восхождение 19 ч 16 мин 52.2 сек и склонение +47° 53’ 4.2". Её масса и радиус равны 0,970 и 0,979 солнечных соответственно. Температура поверхности составляет около 5518 кельвинов. Светимость звезды равна 79 % солнечной.

## Планетная система

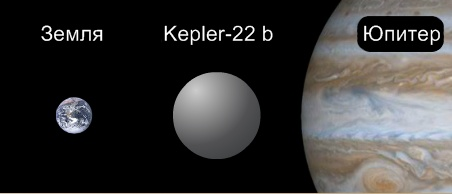
Сравнительные размеры Земли, Kepler-22 b и Юпитера.

5 декабря 2011 года научное сообщество объявило, что на орбите в зоне обитаемости этой звезды был открыт мир Kepler-22 b, вероятно подобный Земле. Это оказалось значимо потому, что это первая экзопланета земного масштаба, обнаруженная точно внутри зоны обитаемости своей звезды и существующая в настоящее время.